# قرومة
قرومة بلدية بولاية البويرة.

## أعلام
- عمر سحنون

## مواضيع ذات صلة
- بلديات ولاية البويرة
- دوائر ولاية البويرة